# Полікарпов Дмитро Олексійович
Дмитро Олексійович Полікарпов (21 травня 1905, село Княжево Новгородської губернії, тепер Новгородської області, Російська Федерація — 1 листопада 1965, місто Москва) — радянський діяч, завідувач відділу культури ЦК КПРС, секретар правління Спілки письменників СРСР. Член Центральної Ревізійної комісії КПРС у 1956—1961 роках. Кандидат у члени ЦК КПРС у 1961—1965 роках. Член Ідеологічної комісії ЦК КПРС у 1962—1965 роках. Депутат Верховної ради РРФСР 4-го скликання. Депутат Верховної ради СРСР 5—6-го скликань. Кандидат історичних наук (1948).

## Життєпис
Народився в селянській родині. З 1923 року працював політичним інструктором Устюженського повітового військового комісаріату Череповецької губернії.
Член РКП(б) з 1924 року.
У 1924—1925 роках — секретар волосного комітету комсомолу; голова Устюженської міської ради. 
У 1927—1929 роках служив у Червоній армії, був комсомольським організатором артилерійського полку.
З 1932 року працював вчителем, завідувач Бабаєвського районного відділу народної освіти міста Ленінграда.
До 1935 року — голова виконавчого комітету Лодейнопольської районної ради Ленінградської області.
У 1935—1936 роках — завідувач Мурманського міського відділу народної освіти.
У 1936—1939 роках — завідувач Ленінградського обласного відділу народної освіти.
31 березня 1939 — 1940 року — завідувач відділу культурно-просвітницьких установ Управління пропаганди і агітації ЦК ВКП(б).
У 1940—1942 роках — 1-й заступник начальника Управління пропаганди і агітації ЦК ВКП(б).
Одночасно з 1940 по 19 січня 1944 року — голова Всесоюзного комітету із радіофікації і радіомовлення при РНК СРСР.
19 січня 1944 — 1946 року — відповідальний секретар Правління Спілки письменників СРСР.
У 1946—1949 роках — заступник директора, у 1949—1951 роках — директор Літературного інституту імені Максима Горького.
У 1948 році закінчив заочно історичний факультет Московського обласного педагогічного інституту. Також у 1948 році закінчив заочно Вищу партійну школу при ЦК ВКП(б). У 1950 році закінчив Академію суспільних наук при ЦК ВКП(б).
У квітні 1950—1951 роках — заступник директора з навчальної роботи, 26 липня 1951 — травень 1954 року — директор Московського державного педагогічного інституту імені Леніна.
29 березня 1954 — 25 березня 1955 року — секретар Московського міського комітету КПРС.
28 грудня 1954 — 1955 року — секретар Правління Спілки письменників СРСР.
У 1955 — 20 грудня 1962 року — завідувач відділу культури ЦК КПРС.
У 1962—1965 роках — заступник завідувача ідеологічного відділу ЦК КПРС.
З травня по 1 листопада 1965 року — завідувач відділу культури ЦК КПРС.
Помер 1 листопада 1965 року після важкої хвороби. Похований 4 листопада 1965 року на Новодівочому цвинтарі Москви.

## Нагороди
- орден Леніна
- орден Трудового Червоного Прапора
- медаль «За оборону Москви»
- медаль «За доблесну працю у Великій Вітчизняній війні 1941—1945 рр.»
- медалі